# Papà cerca moglie (film 1939)
Papà cerca moglie (Hurra, ich bin Papa!) è un film del 1939, diretto da Kurt Hoffmann.

## Produzione
Il film fu prodotto dalla Cine-Allianz Tonfilmproduktions GmbH, D.F.E., Universum Film (UFA).

## Distribuzione
Il film venne presentato in prima al Gloria-Palast di Berlino il 16 novembre 1939. I distributori tedeschi e austriaci furono Wilhelm Schneider Filmvertrieb GmbH (Düsseldorf), Panorama Film GmbH (Berlin), Märkische Film GmbH (Leipzig e Frankfurt am Main), Südostdeutsche Filmverleih GmbH (Wien).